# Josep Maria Fusté i Blanch
Josep Maria Fusté i Blanch (Linyola, 15 d'abril de 1941 - Barcelona, 20 d'abril de 2023) va ser un futbolista català que va destacar a la dècada del 1960. Durant les presidències de Sandro Rosell i Josep Maria Bartomeu al capdavant del Futbol Club Barcelona, va ser-ne assessor esportiu amb Carles Rexach i Migueli.

## Biografia
L'any 1958 va fitxar pel Club Deportiu Comtal i el 1960 pel FC Barcelona. El 1960 fou cedit a l'Osasuna, perquè va haver de realitzar el servei militar a Pamplona, per a retornar al Barça el 1962. Jugava de migcampista i al club blau-grana ho va fer durant deu temporades, entre 1962 i 1972, amb un total de 277 partits oficials jugats i 72 gols marcats, i arribant a ser-ne el capità. Guanyà un total de quatre títols amb el club.
Fou vuit cops internacional amb la selecció espanyola entre 1964 i 1969, amb la qual disputà el Campionat d'Europa de futbol 1964, en què va ser titular a la final a l'Estadi Santiago Bernabéu contra la Unió Soviètica (2-1), i la fase final de la Copa del Món de Futbol de 1966 a Anglaterra, on va marcar un gol en la derrota en la primera fase contra l'República Federal d'Alemanya (2-1) al Villa Park.
Un cop retirat va seguir vinculat al món de l'esport blau-grana, ja sigui com a màxim responsable de l'Agrupació de Veterans entre 1976 i 1989, bé com a comentarista esportiu.
Fou sebollit al Cementiri del Poble Nou de Barcelona (departament III, illa 1, nínxol interior 340).

## Palmarès
- 1 Copa de Fires: 1966
- 3 Copes del Generalíssim: 1963, 1968 i 1971
- 1 Eurocopa: 1964
- 1 Campionat infantil de Catalunya
- 1 Campionat juvenil de Catalunya
- 1 Campionat d'Espanya juvenil